# スペースシャトル軌道制御システム

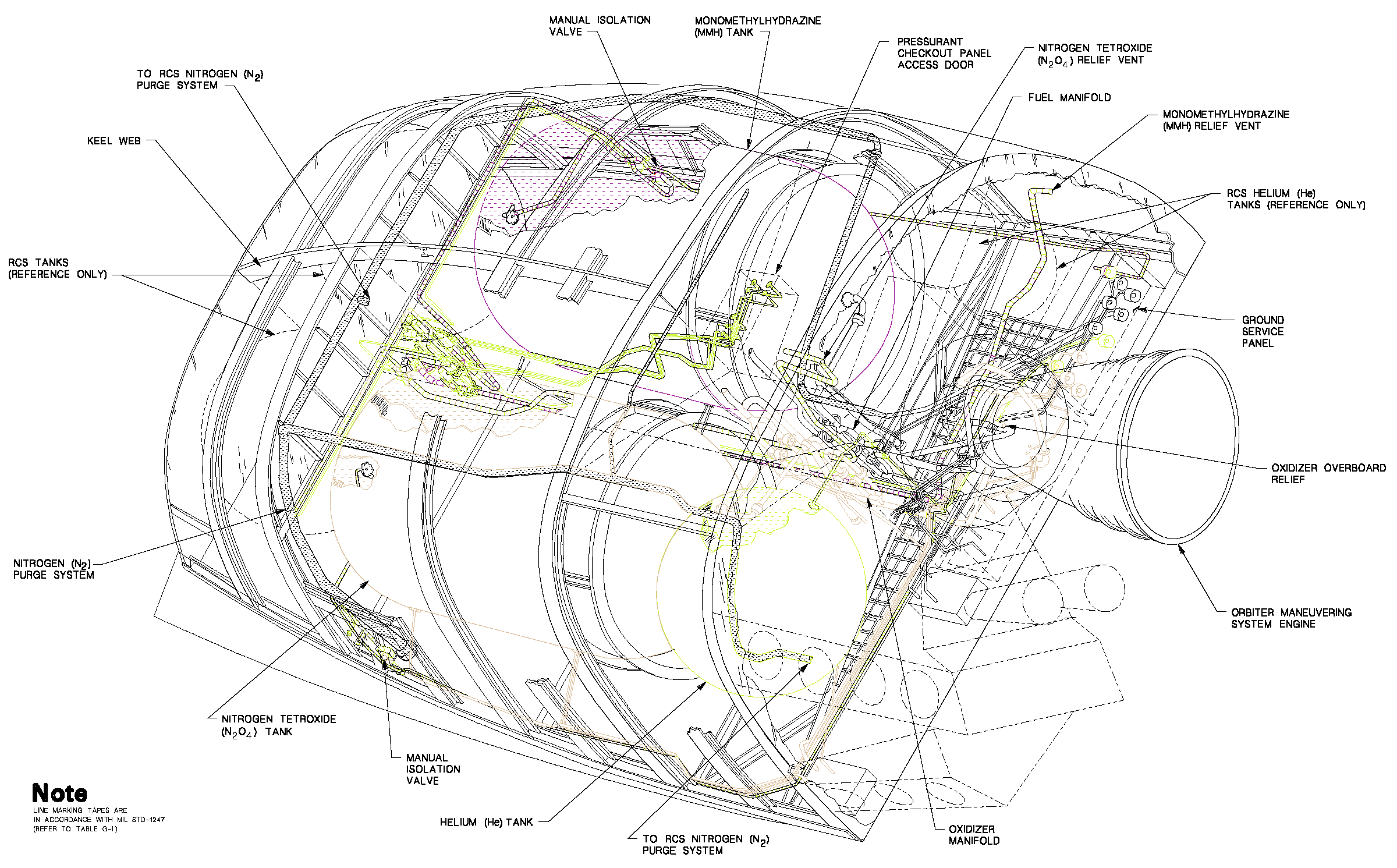
OMSの構造

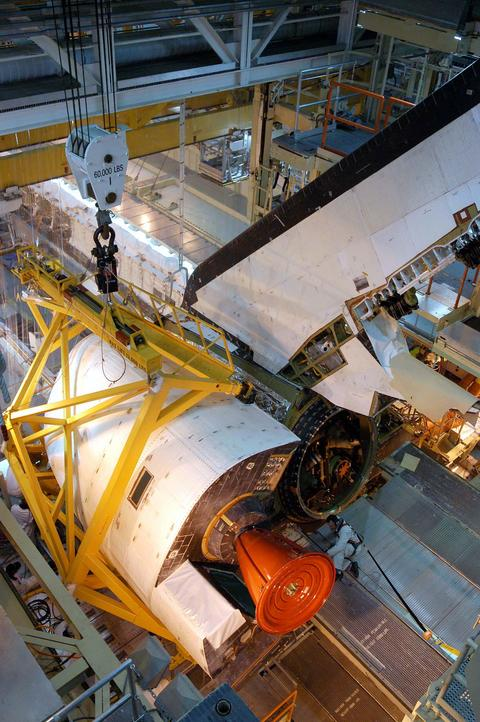
メンテナンスのためにシャトルから取り外されるOMS

スペースシャトル軌道制御システム（スペースシャトルきどうせいぎょシステム、Space Shuttle Orbital Maneuvering System、OMS）は、スペースシャトルのオービタの軌道投入や軌道変更の際に用いられるロケットエンジンのシステムである。エアロジェット社によって設計及び製造された。スペースシャトルの背部の垂直尾翼の脇に2つ1組の「パック」になって取り付けられている。それぞれのパックには、ハイパーゴリック推進剤を用いるAJ-10エンジンが収められている。このエンジンは、アポロ司令・機械船の構造を基にし、27 kNの推力と313秒の比推力を持つ。100回のミッションで使うことができ、1000回の点火、累積で15時間の噴射が可能である。また、OMS/RCSと呼ばれる姿勢制御システム用のエンジンも積んでいる。使用する燃料はモノメチルヒドラジンで、酸化剤は四酸化二窒素である。スペースシャトルは、OMSを用いて、約300 m/sの軌道変換量を得るのに十分な燃料を積んでいる。
ミッション毎の飛行計画に応じて、OMSは、軌道までの加速の補助としても用いられる。